# 리우돌프 (베르망두아)
리우돌프(Liudolfe of Vermandois, 957년경 ~ 986년/987년 11월 6일)는 서프랑크 왕국의 로마 가톨릭 성직자로, 카롤루스 왕조의 분가인 헤르베르투스 왕조 출신이며, 누아용(Noyon) 주교였다. 베르망두아 백작 아달베르트 1세와 게르베르가 로타링기우스의 아들이었다.
아버지는 베르망두아 백작 아달베르트 1세이고, 어머니는 로트링겐 공작 기셀베르투스와 작센의 게르베르가의 딸 게르베르가 로타링기우스였다. 작센의 게르베르가는 독일 국왕 하인리히 1세의 딸이자, 오토 1세의 누이였고 939년 기셀베르투스가 죽자 서프랑크의 왕 루이 4세와 재혼하였다. 그의 이름 리우돌프는 외할머니의 친정 쪽 선조였던 리우돌프에서 유래한 이름으로 추정된다. 아버지 쪽으로는 샤를마뉴 대제의 아들 피피노 카를로만의 6대손이 된다.
헤르베르트 3세 또는 4세(Herbert III or IV of Vermandois)와 치니백작가문을 형성한 오토 1세의 형제였다. 그의 정확한 행적은 알려져 있지 않다. 978년 이전에 사제 서품을 받고 성직자가 되었으며, 979년 누아용 주교가 되었다. 986년 혹은 987년 11월 6일에 사망했는데, 사망 원인은 미상이다.

## 같이 보기
- 아달베르트 1세
- 아달베르트 2세
- 위그 드 랭스